# Giovanni Anguissola

Stemma degli Anguissola di Vigolzone

Giovanni Anguissola (Piacenza, 1514 – Como, 28 giugno 1578) è stato un condottiero italiano.

## Biografia
Era figlio di Gian Giacomo Anguissola, conte di Piacenza e della contessa Angela Radini Tedeschi.
Nel 1541 entrò al servizio di Pier Luigi Farnese, figlio del papa Paolo III (Alessandro Farnese) e, dal 1545, duca di Parma e Piacenza contro la famiglia romana dei Colonna. Il 10 settembre 1547 durante una congiura di palazzo da lui orchestrata, ferì a morte il Farnese gettandone il corpo nella fossato della "castello visconteo". L'assassinio fu ordito anche grazie all'appoggio del cognato, Aloisio Gonzaga, marchese di Castel Goffredo e di Ferrante I Gonzaga, al tempo governatore di Milano.
Dal 1550 al 1558 fu scelto da Ferrante I Gonzaga e dal cardinale Ercole Gonzaga per ricoprire la carica di amministratore del feudo di Castiglione, Castel Goffredo e Solferino dopo la scomparsa della sorella, la marchesa Caterina, che ne aveva retto il governo per conto dei tre figli minori Alfonso, Ferrante ed Orazio Gonzaga.
Nel 1564 fu nominato governatore di Como, dove morì nel 1578.
Aveva sposato Lucrezia Pallavicino di Scipione, figlia di Giulio e sorella di Alessandro e Camillo, entrambi implicati nella congiura contro il Farnese. In seguito, sposerà in seconde nozze Elena Martinengo e poi in terze nozze Cordelia "Delia" Spinola, il cui ritratto assieme a quello del marito è esposto nel salone ovest della Villa Pliniana di Torno, fatta costruire dal conte tra il 1574 ed il 1577.
La sua figura nel 1839 venne ricordata in un dramma in cinque atti scritto da Felice Turotti dal titolo Il conte Giovanni Anguissola e nel 1848 da Carini con il titolo Pierluigi Farnese.

## Ascendenza
|                         |                            |                                     | Genitori                                 |  |  | Nonni               |  |  | Bisnonni            |  |
|                         |                            |                                     |                                          |  |  | Giovanni Anguissola |  |  | Bernardo Anguissola |  |
|                         |                            |                                     |                                          |  |  | Giovanni Anguissola |  |  | Bernardo Anguissola |  |
|                         |                            | Sveva Sanseverino                   |                                          |  |  | Giovanni Anguissola |  |  |                     |  |
| Gian Giacomo Anguissola |                            |                                     |                                          |  |  | Giovanni Anguissola |  |  |                     |  |
|                         |                            | Caterina Torelli d'Aragona Visconti | Cristoforo II Torelli di Montechiarugolo |  |  |                     |  |  |                     |  |
|                         |                            | Caterina Torelli d'Aragona Visconti | Cristoforo II Torelli di Montechiarugolo |  |  |                     |  |  |                     |  |
|                         |                            | Caterina Torelli d'Aragona Visconti | Ippolita Sanseverino                     |  |  |                     |  |  |                     |  |
| Giovanni Anguissola     |                            | Caterina Torelli d'Aragona Visconti |                                          |  |  |                     |  |  |                     |  |
|                         | Daniele II Radini Tedeschi | Lazzaro I Radini Tedeschi           |                                          |  |  |                     |  |  |                     |  |
|                         | Daniele II Radini Tedeschi | Lazzaro I Radini Tedeschi           |                                          |  |  |                     |  |  |                     |  |
|                         | Daniele II Radini Tedeschi | Ermellina Grassi                    |                                          |  |  |                     |  |  |                     |  |
| Angela Radini Tedeschi  | Daniele II Radini Tedeschi |                                     |                                          |  |  |                     |  |  |                     |  |
|                         |                            | Caterina Panichi                    | ...                                      |  |  |                     |  |  |                     |  |
|                         |                            | Caterina Panichi                    | ...                                      |  |  |                     |  |  |                     |  |
|                         |                            | Caterina Panichi                    | ...                                      |  |  |                     |  |  |                     |  |
|                         |                            | Caterina Panichi                    |                                          |  |  |                     |  |  |                     |  |